# Heart Like a Wheel
Heart Like a Wheel è il quinto album in studio della cantante statunitense Linda Ronstadt, pubblicato nel 1974.

## Tracce
Side 1
1. You're No Good – 3:44 (Clint Ballard Jr.)
2. It Doesn't Matter Anymore – 3:26 (Paul Anka)
3. Faithless Love – 3:15 (J. D. Souther)
4. The Dark End of the Street – 3:55 (Chips Moman, Dan Penn)
5. Heart Like a Wheel – 3:10 (Anna McGarrigle)

Side 2
1. When Will I Be Loved – 2:04 (Phil Everly)
2. Willin' – 3:02 (Lowell George)
3. I Can't Help It (If I'm Still in Love with You) – 2:45 (Hank Williams)
4. Keep Me from Blowing Away – 3:10 (Paul Craft)
5. You Can Close Your Eyes – 3:09 (James Taylor)